# Komatsu WA500

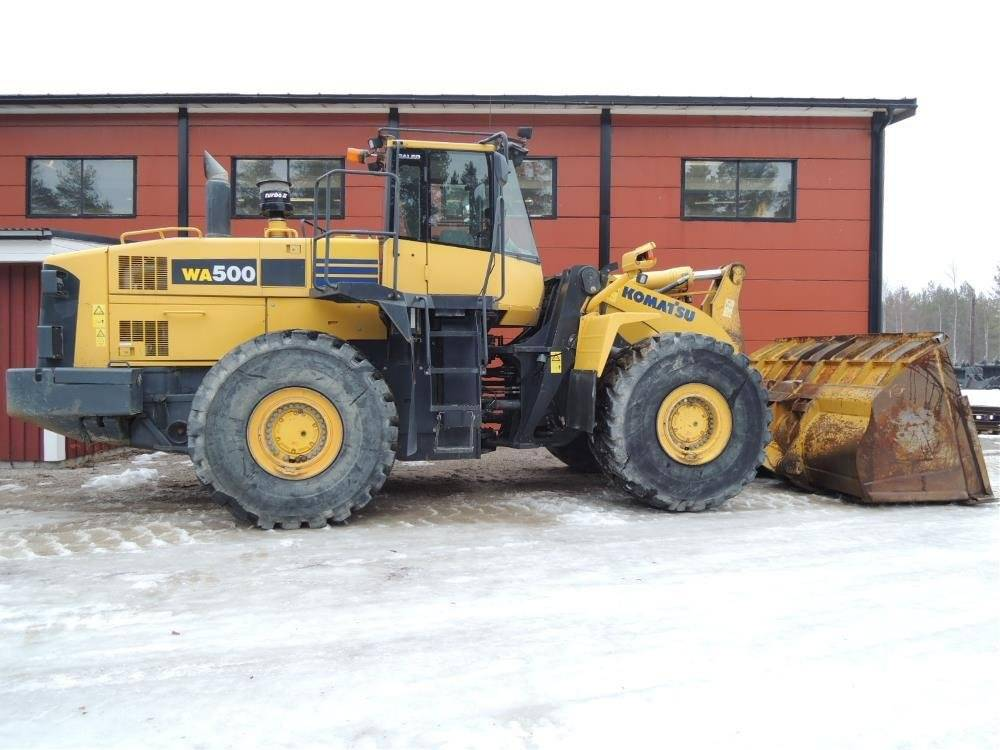
WA 500-6

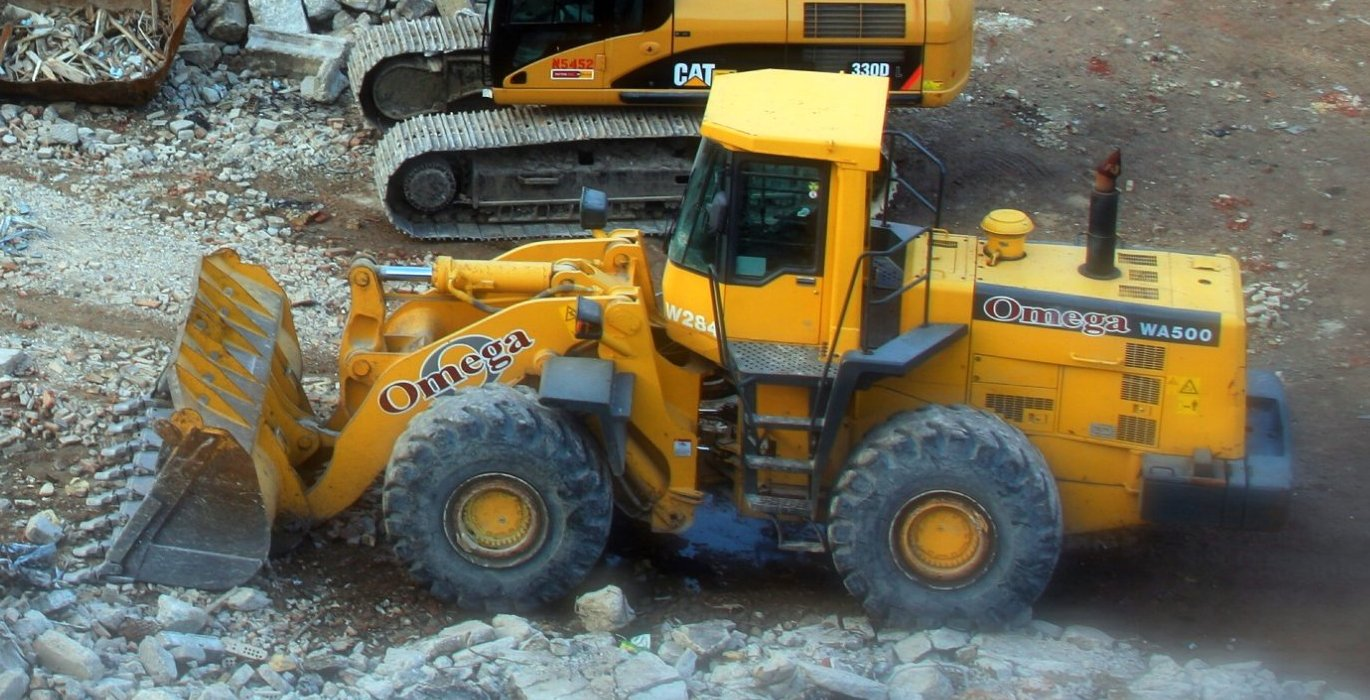
Komatsu WA500

Die Modellreihe WA500 des japanischen Baumaschinenherstellers Komatsu umfasst mittelschwere Radlader mit Knicklenkung. Die Typenbezeichnung WA bezieht sich auf „Wheeled Articulated“ was so viel wie bereift und knickgelenkt bedeutet, die Zahl 500 steht hingegen für den Inhalt der Schaufel (500 – 5,00 m³). Der Radlader wird innerhalb der Organisation als „Dantotsu“-Produkt bezeichnet, was eine gewisse Überlegenheit gegenüber Mitbewerbern ausdrücken soll, d. h. das Produkt wurde mit der Vorgabe entwickelt, in jeglicher Hinsicht besser zu sein als Wettbewerbsmaschinen in der gleichen Klasse.

## Modellgeschichte
1986 erschien dieser Radladertyp erstmals als Serie 1, zu jener Zeit noch mit druckluftunterstützter Bremsanlage.
Ab 1995 war dann der WA500-3 erhältlich. Neuerungen waren u. a. modernere Fahrerkabine mit digitalen Anzeigen, vollhydraulische Bremsanlage, 2-Pumpenhydraulik, Lastdämpfungssystem.
Ab 2001 gab es dann den WA500-3 Activ, welcher mit einem neuen Common-Rail-Niederemissionsmotor ausgestattet war.
Zwischenzeitlich hatten die Wettbewerber neue Konzepte in dieser Maschinenklasse eingeführt, die über eine reine Lademaschine mit starker Arbeitshydraulik hinaus gingen und zusätzlich das Verbringen von Materialien bei akzeptabler Geschwindigkeit und günstigem Kraftstoffverbrauch ermöglichten. 2006 konzipierte Komatsu den Lader neu und startete die Produktion des WA500-6. Hierzu wurde von Komatsu ein neuer Motor entwickelt, mit über 12 % mehr Leistung und 32 % mehr Drehmoment gegenüber dem Vorgängermodell bei gleichzeitig 6 % geringerem Kraftstoffverbrauch.
Ein neu entwickeltes Getriebe mit großem Drehmomentwandler und optionaler Durchkupplung bereits ab der 2. Fahrstufe sorgte für höchst effiziente Materialtransporte besonders beim Befahren von steilen Steigungen. Die Neuentwicklung des Fahrzeugrahmens sah von Anfang an ein vergrößertes Schaufelvolumen vor, mit dem unter Umständen ein komplettes Ladespiel gespart werden kann. Allein dies vergrößerte die Wirtschaftlichkeit des Gerätes enorm. Durch die erhöhte Ausschütthöhe war es nun auch möglich Muldenkipper zu befüllen, die zuvor bestenfalls mit langem Ausleger bedient werden konnten.
Der WA500-6 wurde 2013 dann vom WA500-7 abgelöst, welcher sich unter anderem durch ein höheres Gesamtgewicht von bis zu 35.700 kg von seinem Vorgänger unterschied und serienmäßig mit einem Dieselpartikelfilter ausgestattet war. Die Kabine wurde überarbeitet und das Innen- und Außengeräusch deutlich reduziert.
Ab 2017 wurde dann der WA500-8 eingeführt, welcher aktuell (Stand 2020) mit Motoren gemäß EU Stufe V ausgeliefert wird.
Optional ist auch eine Version zum Transportieren von Felsblöcken mit bis 26.500 kg Nutzlast sowie eine Stahlwerksversion mit besonderen Schutzeinrichtungen erhältlich.

## Technische Daten
Alle Daten gelten für das Modell WA500-6.
- Betriebsgewicht: 32.500 kg
- Bodenfreiheit: 460 mm
- Höhe über alles: 3795 mm
- Schaufelvolumen: 4,5 – 6,3 m³
- Spurbreite 2400 mm
- Radstand 3780 mm
- 40° Lenkeinschlag zu beiden Seiten
- Hubgerüst: Ausschütthöhe 3430 mm, Reichweite 1385 mm

### Motor
- Typ: wassergekühlter Viertakt-Dieselmotor mit Common-Rail Direkteinspritzung, Turbolader mit Ladeluftkühlung und  Abgasrückführung
- Motorleistung: 266 kW / 362 PS (bei Nenndrehzahl 1900 min−1)
- maximales Drehmoment: 1875 Nm (bei 1250 min−1)
- Zylinderanzahl: sechs
- Hubraum: 15,24 Liter

### Fahrantrieb
- Getriebe: automatisches Lastschaltgetriebe mit vier Gängen
- Fahrgeschwindigkeiten (mit Bereifung 29.5 R25): bis 40 km/h vorwärts (43 km/h rückwärts)

### Füllmengen
- Kühlsystem: 120 l
- Kraftstofftank: 473 l